# 沙利文鎮區 (堪薩斯州格蘭特縣)
沙利文鎮區（英語：Sullivan Township）是位於美國堪薩斯州格蘭特縣的一個行政鎮區。

## 地方資料
沙利文鎮區的面積為557.89平方千米，當中陸地面積為558.81平方千米，而水域面積為0.08平方千米。根據2010年美國人口普查的數據，當地共有人口262人，而人口密度為每平方千米0.47人。

## 外部連結
- US-Counties.com
- City-Data.com （页面存档备份，存于）